# Gymnasium Buchloe

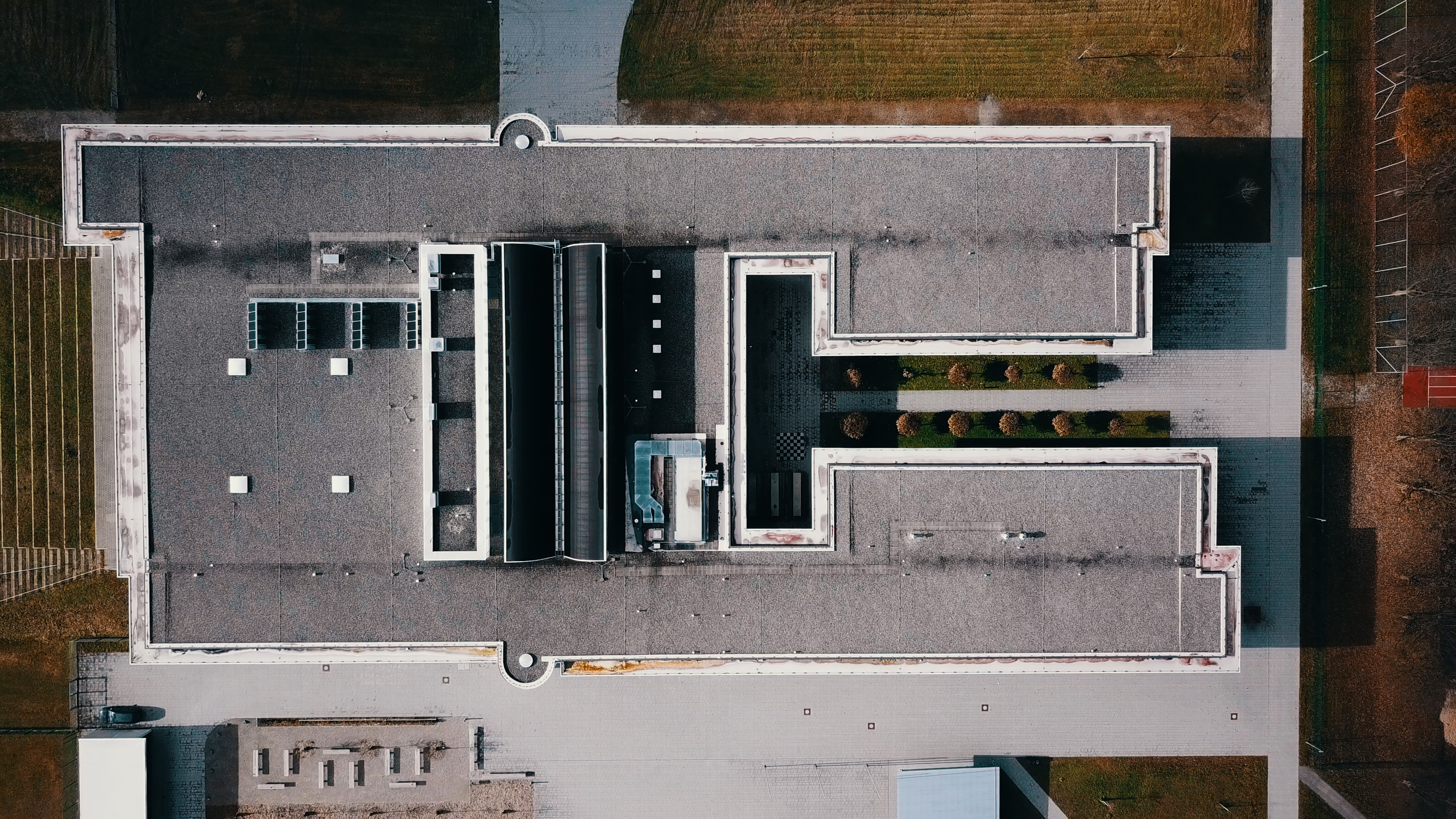
Gymnasium Buchloe – Vogelperspektive

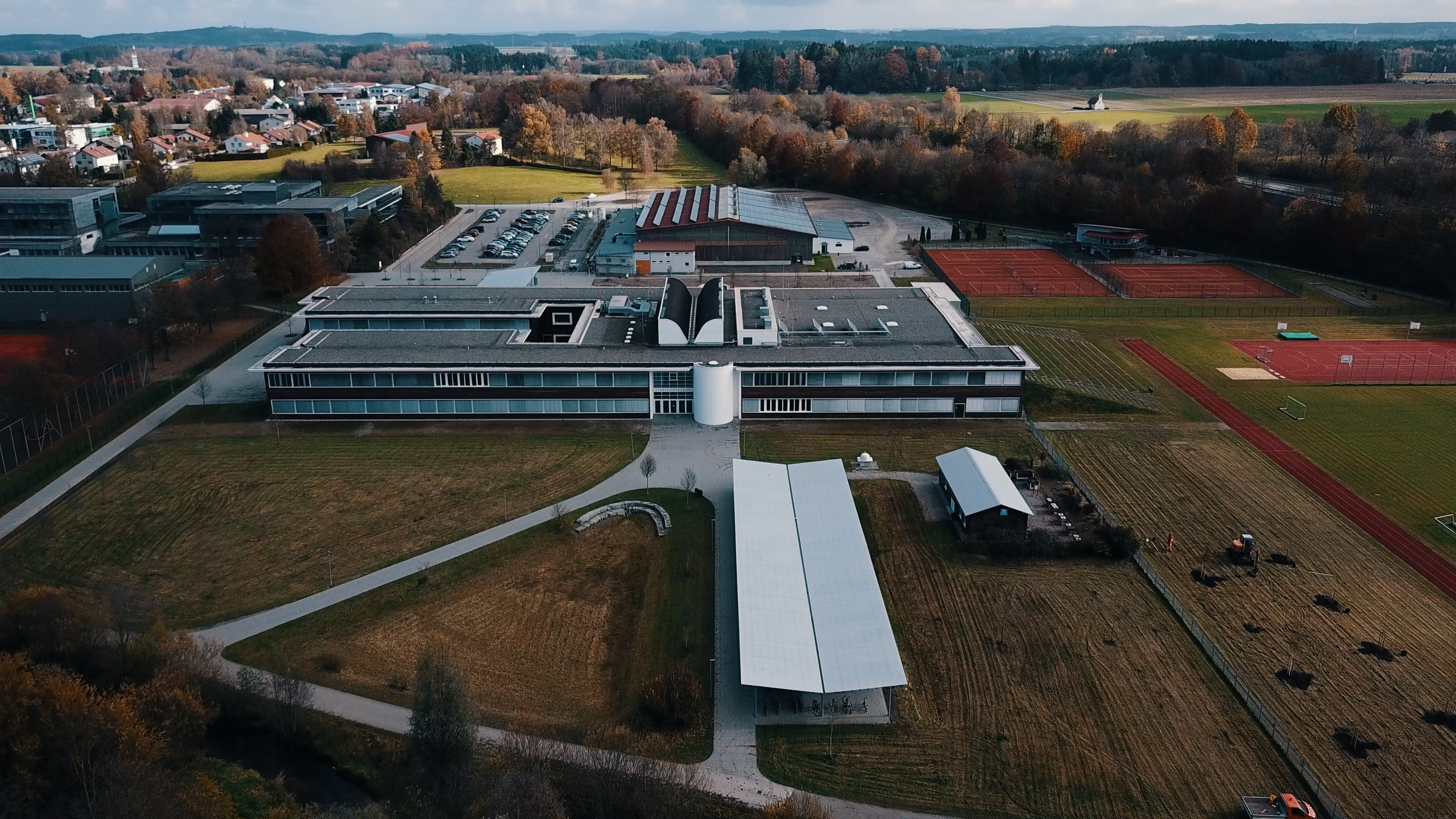
Gymnasium Buchloe – Westansicht

Das Gymnasium Buchloe ist eine staatliche weiterführende Bildungseinrichtung in Buchloe im schwäbischen Landkreis Ostallgäu mit einem naturwissenschaftlich-technologischen und einem sprachlichen Zweig. Folgende Fremdsprachen werden unterrichtet: Englisch als erste Fremdsprache, Französisch oder Latein als zweite Fremdsprache (Jahrgangsstufe 6), Französisch oder Spanisch als dritte Fremdsprache (Jahrgangsstufe 8) sowie Spanisch als spätbeginnende Fremdsprache (Jahrgangsstufe 11).
Einmalig in Schwaben kann am Gymnasium Buchloe das AbiBac (Deutsch-französisches Doppelabitur) abgelegt werden.
Am 17. Februar 2025 beschloss der Kreistag, dass das Gymnasium Buchloe aufgrund der Wachstumsregion rund um Buchloe und der Nähe zur Metropolregion München und des extremen Zuzugs vierzügig werden darf.

## Geschichte
Am 17. Juni 2009 wurde bestätigt, dass die Stadt Buchloe ein staatliches Gymnasium bekommt. Die Pionierklassen wurden in den Schuljahren 2011/2012 in den Räumen der Comenius-Grundschule untergebracht und unter Federführung des Jakob-Brucker-Gymnasiums Kaufbeuren verwaltet.
Mit der Einweihung der neuen Schule durch den damaligen bayerischen Ministerpräsidenten Horst Seehofer am 27. September 2013 zogen die Pionierklassen 5 und 6 in das neue Gebäude um. 2019 konnte der erste Abiturjahrgang entlassen werden.

## Gebäude/Anlage
Das einstöckige Gebäude ist im modernen Stil errichtet. Innerhalb des Hauses besteht ein Großteil der Wände aus Sichtbeton, außerhalb ist es nahezu komplett mit Holz verkleidet. Das Gebäude schließt eine Doppelsporthalle ein und besitzt im Süden ein Fußballfeld, eine 100-m-Bahn, Sprunggruben, Anlagen zum Kugelstoßen und einen Hartplatz für Handball, Hochsprung sowie Basketball. Eine markante, langgezogene Treppe verbindet das Gebäude mit den Sportanlagen.
Seit dem Frühjahr 2018 verfügt das Gymnasium über eine schuleigene Imkerei, die vom Gebäude her dem Baustil der Schule angepasst ist. Die Schule bewirtschaftet derzeit acht Bienenvölker.

## Besonderheiten

### Unterrichtsangebot

#### Wahlfächer
- BigBand
- Chor
- Eishockey
- Improtheater
- Jugend forscht
- Orchester
- Robotik für Anfänger/Fortgeschrittene
- Tanz
- Tennis
- Theater
- Volleyball

### Infrastruktur
An das Gymnasium angrenzend befinden sich ein Hallenbad, ein Freibad, sowie die staatliche Realschule Buchloe und die Mittelschule Buchloe. Die Schule ist in ca. 15 Gehminuten vom Bahnhof erreichbar.

### Partnerschaften
Es bestehen Partnerschaften zum Collège Pierre Dubois in Laval, zum Collège de Péron sowie zum Lycée Joachim du Bellay in Angers. Neben Partnerschulen gibt es Partnerschaften mit der Wilhelm Stemmer Stiftung, der Frank Hirschvogel Stiftung, der VR Bank Kaufbeuren-Ostallgäu eG, der Kreis- und Stadtsparkasse Kaufbeuren, dem BR sowie den Firmen Alpina, Hermann Assner GmbH, Spitzke, Rational, Stammel, Marien-Apotheke, Mayr Antriebstechnik, Hörmann, Karwendel und Alp-Villa und der Deutschen Bahn AG.

### Auszeichnungen
- Das Gymnasium Buchloe ist seit dem 21. Juli 2017 die 500. bayerische Schule im Netzwerk Schule ohne Rassismus – Schule mit Courage[8]
- Auszeichnung für das Engagement zu nachhaltiger Entwicklung als Internationale Agenda 21-Schule/Umweltschule[9]
- MINT-freundliche Schule für die spezielle Förderung der MINT-Fächer[10]
- Schule mit Berufswahlsiegel
- Transfair-Fairtrade-School
- Gesunde Schule (Auszeichnung 2021)
- Klimaschule gold (2023)
- Profilschule für Informatik und Zukunftstechnologien (2024).